# Clifford Brown

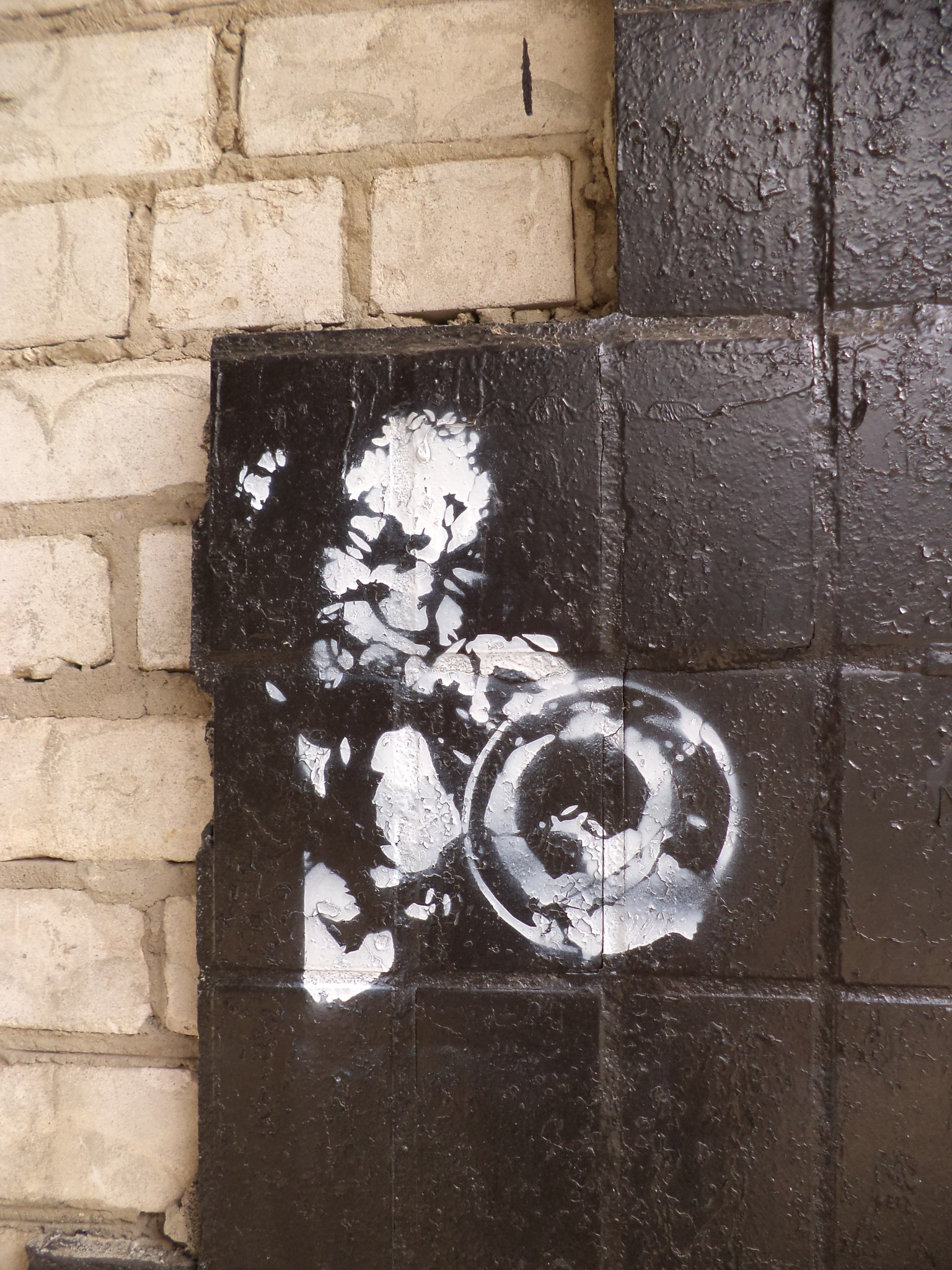
Grafitti, przedstawiające Clifforda Browna

Clifford Brown (ur. 30 października 1930 w Wilmington, zm. 26 czerwca 1956 w Bedford) – amerykański trębacz jazzowy związany z nurtami bebopu i hard bopu.
Pomimo wczesnej śmierci w wieku 25 lat, wywarł olbrzymi wpływ na kształtowanie się bebopowego prądu w amerykańskim jazzie i zyskał olbrzymie grono naśladowców, wśród których znaleźli się między innymi: Donald Byrd, Lee Morgan, Booker Little, Freddie Hubbard, Wynton Marsalis, Terell Stafford i Nicholas Payton. Członek pierwszego składu i współautor pierwszych nagrań kwintetu Arthura Blakeya (The Art Blakey Quintet przerodził się później w The Jazz Messengers). W 1972 wyróżniony przez krytyków chicagowskiego magazynu Down Beat członkostwem w Jazzowym Panteonie Sław (Down Beat Jazz Hall of Fame).
Debiutował u boku Chrisa Powella w zespole r'n'b Blue Flames. To właśnie z tą grupą dokonał swojej pierwszej sesji nagraniowej, która miała miejsce 21 marca 1952. Rok później, jako trębacz big-bandu Lionela Hamptona wyruszył w trasę koncertową po Europie. W sekcji dętej tego zespołu towarzyszyli mu inni wielcy muzycy jazzowi: Quincy Jones i Art Farmer. To właśnie w tym okresie powstała znaczna część nagrań Browna. Od razu po zagranym koncercie Clifford wychodził oknem ze swojego pokoju hotelowego i kierował się do studia nagraniowego, w którym spędzał całe godziny (Hampton podczas tras koncertowych zabraniał członkom swojego zespołu nagrywania z innymi artystami, mimo tego zakazu wielu z jego sidemanów chodziło na sesje nagraniowe poza zespołem). W 1954 wraz z Maxem Roachem założył kwintet, z którym nagrał swoje najważniejsze albumy i utwory.
Zmarł 26 czerwca 1956 w wypadku samochodowym razem z pianistą swojego zespołu – Richiem Powellem, bratem Buda Powella.
Najbardziej znanymi kompozycjami trębacza są: "Daahound", "Joy Spring", czy "Gertrude's Bounce".

## Dyskografia
- Memorial Album (Blue Note, 1953)
- Memorial (Prestige, 1953)
- The Clifford Brown Big Band in Paris (Prestige, 1953)
- The Clifford Brown Sextet in Paris (Prestige, 1953)
- Daahoud (Mainstream Records, 1954)
- Clifford Brown: Jazz Immortal (Pacific Jazz, 1954, Rudy Van Gelder remastering, 2001)
- Brown and Roach Incorporated (EmArcy, 1954)
- Study in Brown (EmArcy, 1955)
- Max Roach and Clifford Brown in Concert (GNP Crescendo, 1955)
- Clifford Brown and Max Roach (EmArcy, 1955)
- Clifford Brown with Strings (EmArcy, 1955)
- Clifford Brown and Max Roach at Basin Street (EmArcy, 1956)

jako sideman
z Art Blakey
- A Night at Birdland Vol. 1 (Blue Note, 1954)
- A Night at Birdland Vol. 2 (Blue Note, 1954)
- A Night at Birdland Vol. 3 (Blue Note, 1954)

z J.J. Johnson
- The Eminent J. J. Johnson Volume 1 (Blue Note, 1953)

z Helen Merrill
- Helen Merrill (Emarcy, 1954)

z Sarah Vaughan
- Sarah Vaughan with Clifford Brown (EmArcy, 1954)